# Pusula
Pusula là một chi ốc biển nhỏ, là động vật thân mềm chân bụng sống ở biển trong họ Triviidae.

## Các loài
Các loài trong chi Pusula gồm có:
- Pusula bermontiana (Petuch, 1994)
- Pusula candida (Gaskoin, 1835)[2]
- Pusula janae Lorenz, 2001[3]: đồng nghĩa của Dolichupis janae (Lorenz, 2001)
- Pusula hybrida (Schilder, 1931)
- Pusula labiosa (Gaskoin, 1836)
- Pusula lindajoyceae Petuch, 1994
- Pusula macaeica Fehse & Grego, 2005[4]
- Pusula maltbiana (Schwengel & McGinty, 1942)[5]
- Pusula pacei (Petuch, 1987)
- Pusula pediculus (Linnaeus, 1758)[6]